# Terry Moore (attrice)
Terry Moore, pseudonimo di Helen Luella Koford (Glendale, 7 gennaio 1929), è un'attrice e scrittrice statunitense.

## Biografia
Nel 1952 ottenne una candidatura all'Oscar quale miglior attrice non protagonista per il film Torna piccola Sheba!.
Recitò inoltre in altre pellicole quali Ai confini del delitto (1951), Papà Gambalunga (1955), I peccatori di Peyton (1957) e Il grande Joe (1998).
Ha scritto The Beauty and the Billionaire (1984) e The Passions of Howard Hughes (1996).

## Filmografia parziale

### Cinema
- Angoscia (Gaslight), regia di George Cukor (1944)
- Richiamo d'ottobre (The Return of October), regia di Joseph H. Lewis (1948)
- Il re dell'Africa (Mighty Joe Young), regia di Ernest B. Schoedsack (1949)
- I ragni della metropoli (Gambling House), regia di Ted Tetzlaff (1950)
- Ai confini del delitto (Two of a Kind), regia di Henry Levin (1951)
- L'avventuriero delle Ande (The Barefoot Mailman), regia di Earl McEvoy (1951)
- Torna, piccola Sheba (Come Back, Little Sheba), regia di Daniel Mann (1952)
- Salto mortale (Man on a Tightrope), regia di Elia Kazan (1953)
- Tempeste sotto i mari (Beneath the 12-Mile Reef), regia di Robert D. Webb (1953)
- La carica dei Kyber (King of the Khyber Rifles), regia di Henry King (1953)
- Papà Gambalunga (Daddy Long Legs), regia di Jean Negulesco (1955)
- La spiaggia delle conchiglie (Shack Out on 101), regia di Edward Dein (1955)
- Il segno del pericolo (Portrait of Alison), regia di Guy Green (1956)
- I diavoli del Pacifico (Between Heaven and Hell), regia di Richard Fleischer (1956)
- La donna del sogno (Bernardine), regia di Henry Levin (1957)
- I peccatori di Peyton (Peyton Place), regia di Mark Robson (1957)
- La moglie sconosciuta (A Private's Affair), regia di Raoul Walsh (1959)
- Fermati, cow boy! (Cast a Long Shadow), regia di Thomas Carr (1959)
- I perduti dell'isola degli squali (Platinum High School), regia di Charles F. Haas (1960)
- Cella della morte (Why Must I Die?), regia di Roy Del Ruth (1960)
- Lo sperone nero (Black Spurs), regia di R.G. Springsteen (1965)
- La città senza legge (Town Tamer), regia di Lesley Selander (1965)
- La diabolica spia (City of Fear), regia di Peter Bezencenet (1965)
- Waco, una pistola infallibile (Waco), regia di R.G. Springsteen (1966)
- Un agente chiamato Dagger (A Man Called Dagger), regia di Richard Rush (1968)
- Daredevil - Il corriere della morte (Daredevil), regia di Robert W. Stringer (1973)
- Gli amici del drago (Death Dimension), regia di Al Adamson (1978)
- A doppia esposizione (Double Exposure), regia di William Byron Hillman (1988)
- Beverly Hills Brats, regia di Jim Sotos (1989)
- Il grande Joe (Mighty Joe Young), regia di Ron Underwood (1998)
- In viaggio con Flora (Saving Flora), regia di Mark Taylor (2018)

### Televisione
- The 20th Century-Fox Hour – serie TV, episodio 2x03 (1956)
- Climax! – serie TV, episodi 2x42-3x05-4x18 (1956-1958)
- General Electric Theater – serie TV, episodio 5x15 (1956)
- Gli uomini della prateria (Rawhide) – serie TV, episodio 1x01 (1959)
- Scacco matto (Checkmate) – serie TV, episodio 1x13 (1960)
- La legge di Burke (Burke's Law) – serie TV, episodi 1x13-2x04-2x26 (1963-1965)
- Io e i miei tre figli (My Three Sons) – serie TV, episodio 6x19 (1966)
- Il virginiano (The Virginian) – serie TV, episodio 5x10 (1966)
- Bonanza – serie TV, episodio 12x06 (1970)
- La signora in giallo (Murder, She Wrote) – serie TV, episodio 7x14 (1991)
- True Detective – serie TV, episodio 1x08 (2014)

## Riconoscimenti
- Premio Oscar
  - 1953 – Candidatura alla miglior attrice non protagonista per Torna, piccola Sheba

## Doppiatrici italiane
- Miranda Bonansea in Torna, piccola Sheba, Salto mortale, Tempeste sotto i mari, Papà Gambalunga
- Rita Savagnone in I peccatori di Peyton, La moglie sconosciuta
- Flaminia Jandolo in Fermati, cow boy!, Waco, una pistola infallibile
- Rosetta Calavetta in La carica dei Kyber